# Caledoniscincus festivus
Caledoniscincus festivus е вид влечуго от семейство Сцинкови (Scincidae). Видът не е застрашен от изчезване.

## Разпространение
Разпространен е в Нова Каледония.